# 尚帕涅莱马赖
尚帕涅莱马赖（法語：Champagné-les-Marais，法語發音：[ʃɑ̃paɲe le maʁɛ]），又称香槟莱马赖，是法国卢瓦尔河地区大区旺代省的一个市镇，位于该省南部，属于丰特奈勒孔特区。

## 地理
尚帕涅莱马赖（46°22'52"N, 1°7'26"W）面积49.82 平方千米，位于法国卢瓦尔河地区大区旺代省，该省份为法国西部沿海省份，北起大西洋卢瓦尔省和曼恩-卢瓦尔省，西临大西洋，南至滨海夏朗德省，东部及东南部与德塞夫勒省接壤。
与尚帕涅莱马赖接壤的市镇（或旧市镇、城区）包括：呂松、莫雷耶、皮拉沃、特里艾兹。

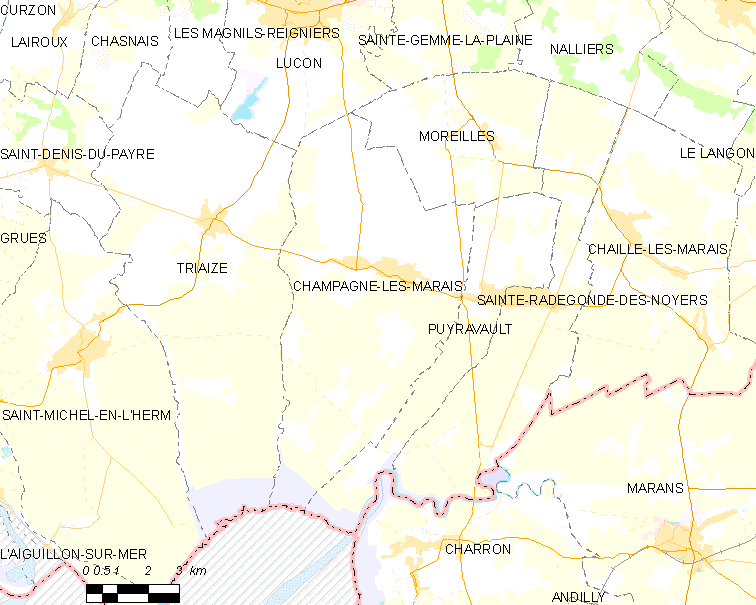
尚帕涅莱马赖的OSM定位图

尚帕涅莱马赖的时区为UTC+01:00、UTC+02:00（夏令时）。

## 行政
尚帕涅莱马赖的邮政编码为85450，INSEE市镇编码为85049。

## 政治
尚帕涅莱马赖所属的省级选区为吕松县。

## 人口

1962-2008年间尚帕涅莱马赖人口变化图示

尚帕涅莱马赖于2022年1月1日时的人口数量为1816人。